# Главарь мафии
«Главарь мафии» (хинди डॉन, англ. Don) — индийский художественный фильм на хинди в жанре боевика, снятый Чандрой Баротом и выпущенный в прокат 12 мая 1978 года. Занял третье место по кассовым сборам среди всех фильмов Болливуда, выпущенных в тот год. В следующие годы был переснят на телугу, тамильском и малаялам, в 2006 году на него вышел официальный ремейк на хинди, который впоследствии также был переснят на двух языках и обзавёлся сиквелом.

## Сюжет
Будучи в списке самых разыскиваемых преступников по версии Интерпола, Дон остается неуловимым для полиции. Помимо полиции, Дон создаёт себе ещё несколько врагов своим беспощадным подходом к управлению криминальной организацией. Так он убивает одного из своих людей, Рамеша, когда тот решает оставить его бизнес, что делает врагами Дона двух девушек: невесту погибшего Камини и сестру Рому. Камини пытается соблазнить Дона, чтобы задержать его до приезда полиции, но её план проваливается, когда Дон перехитрив её, скрывается. При том сама Камини погибает. Одержимая местью Рома делает себе короткую стрижку, изучает дзюдо и карате, а затем входит в банду Дона, заставляя его думать, что она тоже находится по ту сторону закона. Дон впечатлён её боевыми навыками и позволяет ей работать на него, не подозревая каких-либо скрытых мотивов.
После долгих неудачных попыток захватить Дона, полиция, наконец, добивается успеха. К сожалению, Дон гибнет во время преследования, портя план офицера Д’Сильву добраться до человека, на которого работал Дон, захватив его живым. Д’Сильва зарывает тело Дона, чтобы добиться веры его людей в то, что тот может быть жив. Единственные, кто знает о смерти Дона, это Д’Сильва, священник на кладбище и его последователи. К счастью, Д’Сильва помнит свою случайную встречу с Виджаем, хулиганом, пытающейся выжить в суматохе Бомбея, чтобы вырастить двух маленьких приемных детей, который является точной копией Дона. Д’Сильва придумавает план превращения Виджая в Дона, чтобы он мог арестовать остальную банду.
Примерно в то же время, когда Виджай «возвращается» в банду Дона в качестве потерявшего память босса, Джасжит, только что освобожденный из тюрьмы, начинает свою миссию мести против Д’Сильвы и поиски своих детей Дипу и Муни, которые были спасены и взяты под опеку Виджаем. Виджаю подменяет ежедневник с важными записями Дона пустым и сообщает своей банде, что собирается отомстить полиции, на самом деле отправившись туда, чтобы передать ежедневник Д’Сильве. Рома идет за ним и нападает, но он объясняет ей, что он не Дон, а Виджай. Сначала она отказывается поверить этому, но Д’Сильва вмешивается и говорит ей, что человек, которого она пытается убить, действительно Виджай. Рома извиняется и присоединяется к нему. Виджай передает ежедневник Д’Сильве, из которого тот узнаёт, что человека, на которого работал Дон зовут Вардхан, но не может установить его личность.
Между тем, поскольку Виджай все больше и больше узнает о Доне благодаря нахождению его ежедневника и помощи Ромы, он сообщает своим людям, что его память вернулась. По этому случаю устраивают вечеринку, но все идет наперекосяк, когда полиция совершает рейд, действуя на основе информации добытой Виджайем, а единственный свидетель его подлинной личности, Д’Сильва, оказывается тяжело ранен перекрестным огнём. Виджай арестован, поскольку полиция считает, что он Дон. Виджай пытается добиться подтверждения свое личности от Д’Сильвы, но тот умирает, а Виджай отправляется в тюрьму. Тем не менее, он сбегает из полицейского грузовика по дороге и пытается доказать свою невиновность. Рома соглашается сделать все возможное, чтобы помочь ему.
Тем временем банда осознает, что он действительно не Дон. К тому же ежедневник, который Виджай передал Д’Сильве похищен Джасжитом в попытке найти его потерянных детей. В процессе поиска доказательств Виджай узнаёт, что офицер Интерпола Р. К. Малик на самом деле является Вардханом, который убил Д’Сильву, а также похитил настоящего Р. К. Малика, чтобы занять его место. В то время как Виджай дерётся с приспешниками Вардхана, Рома добывает ежедневник. Однако один из бандитов вырывает его у неё и сжигает. Но это оказывается подделкой, в то время как настоящий ежедневник был у Виджая, который передаёт его полиции, что освобождает его от всех обвинений.

## В ролях
- Амитабх Баччан — главарь мафии Дон и его двойник Виджай
- Зинат Аман — Рома
- Пран — Джасджит, он же Джиджи
- Ифтехар — офицер Де Сильва
- Ом Шивпури — Вардхан / Р. К. Малик (ненастоящий)
- Пинчу Капур — Р. К. Малик (настоящий)
- Сатиендра Капур — инспектор С. Верма
- Абхиманью Шарма — инспектор Шарма
- Пайди Джаирадж — Даял, инструктор по каратэ
- Камал Капур — Наранг
- Арпана Чоудхари — Анита
- Хелен — Камини, невеста Рамеша
- Шарад Кумар — Рамеш

## Производство
Продюсер Нариман Ирани переживал финансовый кризис после того как фильм Zindagi Zindagi, провалился в прокате. Его долги составляли 1,2 млн рупий, и он не мог выплатить зарплату кинематографистам. Когда он был оператором фильма Roti Kapada Aur Makaan, часть актёрского состава и съёмочной группы решили ему помочь. Все они рекомендовали стать продюсером ещё одного фильма и приняли участие в его производстве. Вместе они обратились к тандему сценаристов Салим-Джавед, и тот передал им сценарий без названия, от которого все отказались. Название фильму дали в честь главного персонажа. Съёмки длились три с половиной года. До того, как съемки были завершены, продюсер Ирани погиб из-за несчастного случая на съёмочной площадке ещё одного фильма, над которым он работал. Барот столкнулся с бюджетными ограничениями, но получил помощь. Зинат стала брать деньги за её работу в фильме. Барот показал фильм своему наставнику Маноджу Кумару, который почувствовал, что фильм слишком тяжёлый и нуждается в песне между экшн-сценами и композиция «Khaike Paan Banaraswala» была добавлена в фильм.

## Саундтрек
Песня «Khaike Paan Banaraswala» первоначально была написана для фильма Banarasi Babu, однако поскольку в фильм она не вошла Дев Ананд убрал её из одноимённого альбома.
Все тексты написаны Анджаном и Индеваром, вся музыка написана дуэтом Кальянджи-Ананджи.
| №  | Название                  | Исполнители                 | Длительность |
| -- | ------------------------- | --------------------------- | ------------ |
| 1. | «Main Hoon Don»           | Кишор Кумар                 | 4:45         |
| 2. | «Yeh Hai Bombay Nagaria»  | Кишор Кумар                 | 5:53         |
| 3. | «Khaike Pan Banaraswala»  | Кишор Кумар                 | 3:57         |
| 4. | «Jiska Mujhe Tha Intezar» | Лата Мангешкар, Кишор Кумар | 4:20         |
| 5. | «Yeh Mera Dil»            | Аша Бхосле                  | 4:18         |

Песни «Main Hoon Don», «Yeh Mera Dil» и «Khaike Pan Banaraswala» были переделаны для ремейка «Дон. Главарь мафии», вторая из них стала сэмплом для начала песни «Don't Phunk with My Heart» группы Black Eyed Peas наряду с песней «Ae Naujawan Hai Sab Kuchh Yahan» из фильма Apradh. Также эта же песня была использована в сериале Мисс Марвел в третьем эпизоде Destined.

## Релиз
Фильм вышел в прокат без рекламной кампании 12 мая 1978 года, и в первую же неделю был объявлен кассовым провалом. Но спустя неделю к фильму была добавлена песня «Khaike Paan Banaraswala», которая мгновенно стала популярной и передавалась и из уст в уста, поэтому к второй неделе проката положение фильма было исправлено, и фильм получил статус «блокбастер». Затраты на фильм составили около 84 лакх, а прибыль — более 35 крор. Прибыль от фильма была предана вдове Ирани для погашения долгов её мужа.

## Награды и номинации
- Filmfare Award за лучшую мужскую роль — Амитабх Баччан
- Filmfare Award за лучший мужской закадровый вокал — Кишор Кумар («Khaike Pan Banaraswala»)
- Filmfare Award за лучший женский закадровый вокал — Аша Бхосле («Yeh Mera Dil»)

## Ремейки
Фильм содержит некоторые элементы из киноленты 1962 года «China Town».
Фильм был трижды переснят на других языках: как Yugandhar на телугу, Billa на тамильском, в котором Хелен повторила роль, Shobaraj на малаялам. В 1994 году вышел фильм на каннада Alexander, который имел схожий сюжет. В Пакистане вышел неофициальный ремейк Cobra на пенджаби, выпущенный в 1991 году.
На хинди со схожим сюжетом был снят фильм Dav Pech с Джитендрой в главной роли, который провалился в прокате. А фильм «Двойник», вышедший в 1998 году, который является частичной пародией на «Главаря мафии». Также в 1996 году был выпущен фильм Madam X с Рекхой в главной роли, но сюжет которого был представлял вариацию с женским персонажем в центре сюжета.
В 2006 году был выпущен одноименный ремейк, в котором главные роли сыграли Шахрух Хан и Приянка Чопра. Режиссёр Фархан Ахтар внёс изменения в сценарий фильма, который стал одной из самых кассовых кинолент 2006 года. Успех фильма позволил снять сиквел в 2011 году. В 2007 году также вышел также ещё один ремейк фильма на тамильском языке, в отличие от фильма Ахтара без существенных изменений в сценарии, который после успеха в прокате был переснят на телугу.